# Роман Маринович
Роман Маринович е български политик от Народната партия, бивш кмет на Русе.
Роман Маринович е в тричленката, начело с Васил Кръстев (кмет на Русе), управлявала Русе през септември – ноември 1911 г. Встъпването му в кметската длъжност е свързано с промяната в политическата обстановка в страната с идването на власт на втория кабинет на Теодор Теодоров. Сама по себе си кметската трансформация, макар и съобразена с политическата конюнктура в този труден период, с нищо не облекчава тежкото положение на русенци. Единственото, което успява да направи по същество за облекчаване на положението на гражданството е да сключи общински заем от 1 250 000 лв.
Роман Маринович е запасен офицер. След кметуването си той продължава активно да участва в политическия живот в града. По-късно се включва многопартийната коалиция на Демократическия сговор.